# Zlatá medaile Linného společnosti

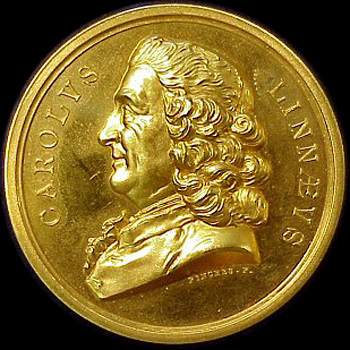
Zlatá medaile Linného společnosti

Linného medaile (v minulosti též Zlatá medaile) je ocenění Linného společnosti v Londýně která byla založena roku 1888 a je udělovaná každý rok botanikům nebo zoologům. Medaile byla do roku 1976 zlatá proto se často též nazývá „Zlatá medaile Linného společnosti“.

## Seznam oceněných
- 1888 – Joseph Dalton Hooker a Sir Richard Owen
- 1889 – Alphonse Louis Pierre Pyrame de Candolle
- 1890 – Thomas Henry Huxley
- 1891 – Jean Baptiste Édouard Bornet
- 1892 – Alfred Russel Wallace
- 1893 – Daniel Oliver
- 1894 – Ernst Haeckel
- 1895 – Ferdinand Julius Cohn
- 1896 – George James Allman
- 1897 – Jacob Georg Agardh
- 1898 – George Charles Wallich
- 1899 – John Gilbert Baker
- 1900 – Alfred Newton
- 1901 – Sir George King
- 1902 – Albert von Kölliker
- 1903 – Mordecai Cubitt Cooke
- 1904 – Albrecht Carl Ludwig Gotthilf Günther
- 1905 – Eduard Strasburger
- 1906 – Alfred Merle Norman
- 1907 – Melchior Treub
- 1908 – Thomas Roscoe Rede Stebbing
- 1909 – Frederick Orpen Bower
- 1910 – Georg Ossian Sars
- 1911 – Hermann zu Solms-Laubach
- 1912 – R. C. L. Perkins
- 1913 – Heinrich Gustav Adolf Engler
- 1914 – Otto Butschli
- 1915 – Joseph Henry Maiden
- 1916 – Frank Evers Beddard
- 1917 – Henry Brougham Guppy
- 1918 – Frederick DuCane Godman
- 1919 – Sir Isaac Bayley Balfour
- 1920 – Sir Edwin Ray Lankester
- 1921 – Dukinfield Henry Scott
- 1922 – Sir Edward Bagnall Poulton
- 1923 – Thomas Frederic Cheeseman
- 1924 – William Carmichael McIntosh
- 1925 – Francis Wall Oliver
- 1926 – Edgar Johnson Allen
- 1927 – Otto Stapf
- 1928 – Edmund Beecher Wilson
- 1929 – Hugo de Vries
- 1930 – James Peter Hill
- 1931 – Karl von Goebel
- 1932 – Edwin Stephen Goodrich
- 1933 – Robert Hippolyte Chodat
- 1934 – Sir Sidney Frederick Harmer
- 1935 – Sir David Prain
- 1936 – John Stanley Gardiner
- 1937 – Frederick Frost Blackman
- 1938 – Sir D'Arcy Wentworth Thompson
- 1939 – Elmer Drew Merrill
- 1940 – Sir Arthur Smith Woodward
- 1941 – Sir Arthur George Tansley
- 1942 – ocenění nebylo uděleno
- 1946 – William Thomas Calman a Frederick Ernest Weiss
- 1947 – Maurice Jules Gaston Corneille Caullery
- 1948 – Agnes Arber
- 1949 – David Meredith Seares Watson
- 1950 – Henry Nicholas Ridley
- 1951 – Theodor Mortensen
- 1952 – Isaac Henry Burkill
- 1953 – Patrick Alfred Buxton
- 1954 – Felix Eugene Fritsch
- 1955 – Sir John Graham Kerr
- 1956 – William Henry Lang
- 1957 – Erik Stensiö
- 1958 – Sir Gavin de Beer a William Bertram Turrill
- 1959 – H. M. Fox a Carl Skottsberg
- 1960 – Libbie Henrietta Hyman a H. Hamshaw Thomas
- 1961 – E. W. Mason a Sir Frederick Stratten Russell
- 1962 – N. L. Bor a George Gaylord Simpson
- 1963 – Sidnie M. Manton a W. H. Pearsall
- 1964 – Richard E. Holttum a Carl Frederick Abel Pantin
- 1965 – J. Hutchinson a John Ramsbottom
- 1966 – G. S. Carter a Sir Harry Godwin
- 1967 – Charles Sutherla Elton a C. E. Hubbard
- 1968 – A. Gragan a T. M. Harris
- 1969 – Irene Manton a Ethelwyn Trewavas
- 1970 – E. J. H. Corner a E. I. White
- 1971 – C. R. Metcalfe a J. E. Smith
- 1972 – A. R. Clapham a A. S. Romer
- 1973 – G. Ledyard Stebbins a J. Z. Young
- 1974 – E. H. W. Hennig a Josias Braun-Blanquet
- 1975 – A. S. Watt a P. M. Sheppard
- 1976 – William T. Stearn
- 1977 – Ernst Mayr a T. G. Tutin
- 1978 – O. K. H. Hedberg a Thomas Stanley Westoll
- 1979 – R. McN. Alexander a P. W. Richards
- 1980 – Geoffrey Clough Ainsworth a Roy Crowson
- 1981 – B. L. Burtt a Sir Cyril A. Clarke
- 1982 – P. H. Davis a P. H. Greenwood
- 1983 – C. T. Ingold a M. J. D. White
- 1984 – J. G. Hawkes a J. S. Kennedy
- 1985 – Arthur Cain a Jeffrey B. Harborne
- 1986 – Arthur Cronquist a P. C. C. Garnham
- 1987 – G. Fryer a V. H. Heywood
- 1988 – J. L. Harley a Sir Richard Southward
- 1989 – William Donald Hamilton a Sir David Smith
- 1990 – Sir Ghillean Tolmie Prance a F. Gwendolen Rees
- 1991 – W. G. Chaloner a R. M. May
- 1992 – R. E. Schultes a Stephen Jay Gould
- 1993 – Barbara Pickersgill a L. P. Brower
- 1994 – F. E. Round a Sir Alec John Jeffreys
- 1995 – Max Walters a John Maynard Smith
- 1996 – J. Heslop-Harrison a K. Vickerman
- 1997 – E. S. Coen a Rosemary Helen Lowe-McConnell
- 1998 – M. W. Chase a C. Patterson
- 1999 – P. B. Tomlinson a Q. Bone
- 2000 – B. Verdcourt a M. F. Claridge
- 2001 – C. J. Humphries a D. J. Nelson
- 2002 – Sherwin Carlquist a W. J. Kennedy
- 2003 – Pieter Baas a Bryan Campbell Clarke
- 2004 – Geoffrey Allen Boxshall a John Dransfield
- 2005 – Paula Rudall a Andrew Smith
- 2006 – David J. Mabberley a Richard A. Fortey
- 2007 – Phil Cribb a Thomas Cavalier-Smith
- 2008 – Jeffrey Duckett a Stephen Donovan
- 2009 – Peter Ashton a Michael Akam
- 2010 – Dianne Edwards a Derek Yalden
- 2011 – Brian Coppins a Charles Godfray
- 2012 – Stephen Blackmore
- 2013 – Kingsley Wayne Dixon
- 2014 – Niels Kristensen a Walter Lack
- 2015 – Engik Soepadmo, Claus Nielsen a Rosmarie Honegger